# Audrey Randriamandrato
Audrey Randriamandrato es una deportista malgache que compitió en taekwondo. Ganó una medalla de bronce en el Campeonato Africano de Taekwondo de 2012 en la categoría de +73 kg.

## Palmarés internacional
| Campeonato Africano | Campeonato Africano       | Campeonato Africano | Campeonato Africano |
| Año                 | Lugar                     | Medalla             | Categoría           |
| ------------------- | ------------------------- | ------------------- | ------------------- |
| 2012                | Antananarivo (Madagascar) | Medalla de bronce   | +73 kg              |